# التعليم الثانوي العام
التعليم الثانوي العام (havo) (بالهولندية: hoger algemeen voortgezet onderwijs) هو مسار في النظام التعليمي الثانوي في هولندا. ويشمل خمس سنوات، ويبدأ من سن 12 إلى 17 عام. توفر دبلومة التعليم الثانوي العام هذه إلى الوصول إلى مستوى (العلوم التطبيقية) في التعليم العالي.